# Língua quemer
A língua quemer ou língua khmer

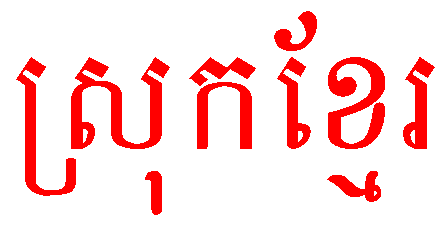
Escrita quemer

 (ភាសាខ្មែរ, transl. phiəsaa khmae), AFI: [pʰiːəsaː kʰmaːe], é o idioma oficial do Camboja, pertencente à família mom-quemer, que por sua vez pertence a família das línguas austro-asiáticas. É também chamada de Cambojano, sendo a língua nativa dos quemeres.

## Generalidades
É a segunda língua Austro-asiática mais difundida e falada, com dezenas de milhões de falantes. Considera-se que a língua quemer foi bem influenciada pelo Sânscrito e pela língua Pali, principalmente nos aspectos e registros da realeza e de religião através do Hinduísmo e do Budismo.
Também é a mais antiga língua mom-quemer identificada e escrita, sendo anterior à língua Mon e ao Vietnamita.
Devido à proximidade geográfica, o quemer influenciou e foi influenciado pelo tailandês, pelo vietnamita, pelo laociano e pela língua cham, as quais formam um grupo idiomático bem caracterizado da Península do Sudeste asiático.
Quemer tem sua escrita própria, um abugida (alfabeto onde cada consoante tem uma vogal agregada), chamado ‘’escrita quemer’’. A língua difere das demais vizinhas (Tailandês, Vietnamita, Laociano) por não ser uma língua tonal.

## Dialetos
Todos os dialetos principais são mutuamente inteligíveis:
- Battambang, falado no norte do Camboja.
- Phnom Penh, falado na capital (de mesmo nome) e nas províncias circundantes.
- Norte Quemer, também chamado  quemer Surim, falado pelos quemeres étnicos do norte da Tailândia.
- Quemer Crom ou Sul quemer, falado pelas populações indígenas quemeres no delta do Rio Mekong.
- Cardamom Quemer, uma forma arcaica falada por poucas pessoas nas montanhas Cardamom no oeste do Camboja.[7]

### Detalhes dialetais
Os dialetos são razoavelmente marcados: há significativas variações entre a língua falada em Phnom Penh, a das áreas rurais de província de Battambang, a das áreas do noroeste da Tailândia adjacente ao Camboja (como a província de "Surin"), a das montanhas “Cardamom” e a do sul do Vietname. Esses dialetos formam um “continuum” que corre aproximadamente do norte ao sul.
O modo de falar de Phnom Penh é o dito padrão, sendo mutuamente inteligível com todos os outros, exceto o dialeto dos “quemer crom” falado no Vietnam e o dialeto dos quemeres da província de "Sisaket" da Tailândia.
O quemer norte, forma falada na Tailândia, é referido em quemer como “quemer Surim” e, mesmo apresentando poucas diferenças em relação ao quemer padrão, do qual divergiu há cerca de apenas 200 anos, é considerado por alguns linguistas como uma língua separada. Isso se deve a grandes diferenças de pronúncia em função de influência das características tonais da língua das cercanias, o tailandês e das conseqüentes diferenças nas vogais e consoantes. Por exemplo, o “r” final é mudo em quase todos os dialetos quemeres, exceto nesse quemer norte da Tailândia.
O dialeto quemer “Cardamon”, ou do Oeste, é falado por um pequeno grupo populacional nas montanhas “Cardamon” ,que ficam entre a Tailândia e o Camboja. Esse dialeto, ainda que quase não estudado, apresenta características únicas, mantendo assim registros particulares de fonologia, os quais quase todos já desapareceram nos demais modernos dialetos do quemer.
Uma característica notável do modo casual de falar de Phnom Penh é a fusão ou mesmo completo desaparecimento de certas sílabas, o que é considerado pelas pessoas de outras regiões como um modo de falar “relaxado”. Como exemplo, o nome da cidade de "Phnom Penh" é as vezes pronunciado como "m'Penh". Outra característica aparece nas palavras iniciadas por “r” ou com “r” como segunda letra de um encontro de duas consoantes (Ex. em português “brisa”). O “r” (“alveolar vibrante”; “alveolar stop-flap”) em outros dialetos é pronunciada em Phnom Penh ou como uma “uvular vibrante” (como em francês) ou simplesmente não é pronunciado. Isso naturalmente altera a qualidade de qualquer consoante que antecede o “r”, tornando a mesma mais dura, com maior ênfase na pronúncia.
Outra conseqüência desse “r” quase nudo é que a sílaba é falada com um “tom” levemente crescente ou decrescente, algo como ”hói” do Vietnamita do norte. Por exemplo, algumas pessoas pronunciam /trəj/ (“peixe”) com /təj/ com o "r" mudo e com a vogal que começa caindo bem abaixo, em seu tom, do que na língua padrão, para depois subir, dobrando assim seu comprimento. Outro exemplo: a palavra /riən/ ("estudar, aprender") que é pronunciada como /ʀiən/, com “r uvular” e com a mesma entonação explicada acima.

## História
O estudo linguístico da língua quemer divide sua história em quatro períodos distintos:
- Quemer pré-Angkoriano – a língua depois de divergir do “proto-mom-quemer” até século IX é conhecida apenas por palavras e frases presentes em textos em Sânscrito da época;
- Quemer Antigo (ou Angkoriano) é a língua que foi falada no antigo Império Quemer a partir do século IX até a decadência desse império no século XIII. Esse Quemer Antigo é atestado por várias fontes primárias que foram estudadas de forma bem aprofundada por diversos especialistas, tais como Saveros Pou, Phillip Jenner e Heinz-Jürgen Pinnow.
- Quemer Médio: com o fim do Império Quemer a língua perdeu a característica de padronização influenciada pelo governo, tendo entrado num período de turbulências com muitas mudanças de morfologia lingüística, fonologia e conteúdo léxico. A língua nesse período intermediário, do século XIV ao século XVIII, foi muito influenciada pelo Tai, pelo Laociano e em menor escala pelo Vietnamita.
- Quemer Moderno: a partir do século XIX as mudanças foram tão significativas que as regras da língua a partir desse século não permitem entender quase nada do quemer antigo. Essa forma é a da língua atual, pouco variada desde o século XIX.

## Classificação
Quemer é classificada como pertencente ao ramo oriental da família de línguas Mon-Khmer, o qual é uma subdivisão da grande grupo lingüístico austro-asiático,  cujas línguas se espalham por uma extensa área desde o noroeste da Índia até o Sudeste asiático, Indochina, península Malásia e ilhas próximas. As línguas mais aproximadas das mon-quemeres são as das famílias das “Peáricas”, das “Baháricas” e das “Katúicas, faladas por diversas tribos da região. As línguas ditas “viéticas” também foram classificadas com pertencentes às Mon-quemer.

## Fonologia
Conforme descrito por Huffman, o moderno quemer padrão apresenta os fonemas consoantes e vogais. O sistema fonológico aqui apresentado é um inventário dos sons da língua falada, não como consta do alfabeto da forma escrita.

### Consoantes
|                      | Labial | Coronal | Palatal | Velar | Glottal |
| -------------------- | ------ | ------- | ------- | ----- | ------- |
| Plosiva aspirada     | pʰ     | tʰ      | cʰ      | kʰ    |         |
| Plosiva não aspirada | p      | t       | c       | k     | ʔ       |
| Implosiva            | ɓ      | ɗ       |         |       |         |
| Nasal                | m      | n       | ɲ       | ŋ     |         |
| Liquida              |        | r l     |         |       |         |
| Fricativa            |        | s       |         |       | h       |
| Aproximante          | ʋ      |         | j       |       |         |

As consoantes /f/, /ʃ/, /z/ e /ɡ/ podem por vezes aparecer em palavras de origem estrangeira, por exemplo, do francês, e mesmo de outras influências. Essas consoantes não estão representadas na tabela acima por não serem “próprias” do quemer e assim não aparecer no vocabulário nativo. Esses sons não naturais do quemer são percebidos apenas por aqueles ouvintes mais familiarizados com as línguas estrangeiras em questão e não têm símbolos correspondentes no alfabeto quemer. Assim, combinações de letras, que de outro modo seriam impronunciáveis, são usadas para representar esses sons quando se faz necessário. Para a conversação entre os que não são bilíngues, esses sons são aproximados a fonemas nativos conhecidos como segue:
| Sons estrangeiros (IPA) | Representação quemer | Aproximação quemer (IPA) |
| ----------------------- | -------------------- | ------------------------ |
| /ɡ/                     | ហ្គ                   | /k/                      |
| /ʃ/                     | ហ្ស                   | /s/                      |
| /f/                     | ហ្វ                   | /h/ or /pʰ/              |
| /z/                     | ហ្ស                   | /s/                      |

### Vogais (Núcleos)
| Vogais Longas   | iː | eː | ɛː | ɨː | əː |    | aː | uː | oː | ɔː |
| Vogais Curtas   | i  | e  |    | ɨ  | ə  | ɐ  | a  | u  | o  |    |
| Ditongos Longos | iə | ei | ɐe | ɨə | əɨ | ɐə | ao | uə | ou | ɔə |
| Ditongos Curtos |    | eə̆ |    |    |    |    |    | uə̆ | oə̆ |    |

A quantificação precisa e os valores fonéticos dos núcleos vogais variam entre os diversos dialetos. Vogais curtas e longas se distinguem básica e somente por sua duração.

### Estruturas silábicas
As palavras quemeres são predominantemente mono ou bissilábicas. Há 85 possíveis grupos de duas consoantes no início de sílabas e dois grupos de três consoantes com alternações fonéticas como se segue:
|   | p    | ɓ  | t    | ɗ   | c   | k    | ʔ   | m    | n    | ɲ    | ŋ    | j    | l    | r   | s   | h   | ʋ    |
| - | ---- | -- | ---- | --- | --- | ---- | --- | ---- | ---- | ---- | ---- | ---- | ---- | --- | --- | --- | ---- |
| p |      |    | pʰt- | pɗ- | pʰc | pʰk- | pʔ- |      | pʰn- | pʰɲ- | pʰŋ- | pʰj- | pʰl- | pr- | ps- |     |      |
| t | tʰp- | tɓ |      |     |     | tʰk- | tʔ- | tʰm- | tʰn- |      | tʰŋ- | tʰj- | tʰl- | tr- |     |     | tʰʋ  |
| c | cʰp- | cɓ |      |     |     | cʰk- | cʔ- | cʰm- | cʰn- |      | cʰŋ- |      | cʰl- | cr- |     |     | cʰʋ- |
| k | kʰp- | kɓ | kʰt- | kɗ- | kʰc |      | kʔ- | kʰm- | kʰn- | kʰɲ- | kŋ-  | kʰj- | kʰl- | kr- | ks- |     | kʰʋ- |
| s | sp-  | sɓ | st-  | sɗ- |     | sk-  | sʔ- | sm-  | sn-  | sɲ-  | sŋ-  |      | sl-  | sr- |     |     | sʋ   |
| ʔ |      |    |      |     |     |      |     |      |      |      |      |      |      |     |     |     | ʔʋ-  |
| m |      |    | mt-  | mɗ- | mc  |      | mʔ- |      | mʰn- | mʰɲ- |      |      | ml-  | mr- | ms- | mh- |      |
| l | lp-  | lɓ |      |     |     | lk-  | lʔ- | lm-  |      |      | lŋ-  |      |      |     |     | lh- | lʋ-  |

Sílabas começam como uma dessas consoantes ou grupos de consoantes seguidas por um núcleo vogal. Quando o núcleo vogal é curto, deve haver uma consoante no fim da sílaba. Essa consoantes finais podem ser /p, t, c, k, ʔ, m, n, ɲ, ŋ, l, h, j, ʋ/. No caso, /h/ e /ʋ/ se tornam respectivamente [ç] e [w]. A estrutura mais comum de palavras em quemer é uma sílaba completa conforme descrita acima, precedida por uma sílaba dita “menor” (estrutura apenas C-V). Temos assim CV-, CrV-, CVN- or CrVN- (N é qualquer nasal do inventário quemer).
Palavras podem também ser formadas por duas sílabas completas. A vogal da primeira sílaba é na maior parte das vezes reduzida na conversação informal para [ə], porém, na fala convencional e cuidadosa, por exemplo de rádio e televisão essas vogais são claramente pronunciadas.
Há poucas palavras com três ou mais sílabas, sendo geralmente vindos de línguas estrangeiras como “pali”, sânscrito e mais recentemente do francês. Tais palavras mais longas se referem a temas como religião, ciência, artes;

## Gramática
Quemer é uma língua de sentenças “Sujeito-Verbo-Objeto” (SVO)  com preposições. Mesmo não sendo basicamente uma língua aglutinativa, há algumas derivações léxicas por prefixos e "infixos". Adjetivos, "demonstrativos" e numerais seguem o substantivo.
/srəj sʔaːt nuh/ (garota linda essa) = essa linda garota
O substantivo não se distingue por gênero, nem por número. A pluralidade é marcada por partículas, numerais ou adjetivos duplicados que se seguem ao substantivo. A duplicação do adjetivo pode também intensificá-lo.
/cʰkae tʰom/ (cão grande) = cão grande
/cʰkae tʰom nass/ (cão grande muito) = cães grandes ou cães muito grandes
/cʰkae piː/ (cão dois) = dois cães
Partículas classificadoras usadas entre os numerais e os substantivos existem, mas não são obrigatórias, conforme, por exemplo, em tailandês. Conforme é típico nas línguas do leste asiático e sudeste asiático, os verbos não variam por tempo, modo, nem aspecto. Essas condições são expressas por partículas, advérbios ou até pelo contexto da sentença. Os verbos são negativados por meio de partículas "/min/", "/pum/" ou "/ʔɐt/" antes dos mesmos e ainda com  "/teː/" no fim da sentença ou do período.
/kʰɲom cɨə/ – eu acredito
/kʰɲom min cɨə teː/ – eu não acredito

## Registro social
Quemer usa um sistema próprio de registro social, pelo qual quem fala deve estar sempre consciente do “status” social da pessoa a quem se dirige. Os diferentes registros incluem as situações de conversação comum, conversas mais polidas, conversas com ou sobre pessoas da nobreza ou autoridades religiosas, com isso variando os verbos utilizados, nomes, partes do corpo, pronomes. O resultado dessas regras pode parecer para um estrangeiro com se fosse outro idioma.
Em certas vilas isoladas as pessoas se sentem inseguras para falar com autoridades reais. O pessoal da corte não se sente confortável ao falar com pessoas do povo, a linguagem é diferente. Com isso, os pronomes apresentam um sistema complexo que é marcado por muitas variações honoríficas.
Por exemplo, a palavra usada para o verbo “comer” entre pessoas íntimas e para referenciar animais é /siː/. Entre comuns, mas em situações de polidez usa-se o /ɲam/. Quando falada por pessoas de classe social mais alta a palavra é /pisa/ ou /tɔtuəl tiən/. Para religiosos o verbo a usar é /cʰan/ e para a nobreza se usa /saoj/.

## Escrita
Quemer é escrito com uma escrita própria, dita quemer, um abugida desenvolvido a partir da escrita palava da Índia, antes do século VII. A escrita quemer é similar na aparência e na utilização às escritas tai e lao, as quais são originárias do quemer.
Os numerais quemeres vieram dos numerais hindus e são mais usados do que os convencionais ocidentais de origem indo-arábica. A escrita quemer é também usada no Camboja para transliteração das línguas tribais do país que não têm escrita própria.

## Numerais
Os numerais  são (transliterados):
| 0         | (son)       | /soːu̯n/                      |
| 1         | (muŏy)      | /muːə̯j/                      |
| 2         | (pi)        | /piː/                        |
| 3         | (bei)       | /ɓəj/}                       |
| 4         | (buŏn)      | /ɓuːə̯n/                      |
| 5         | (prăm)      | /pram/                       |
| 6         | (prăm muŏy) | /pram muːə̯j/                 |
| 7         | (prăm pi)   | /pram piː/ (also /pram pɨl/) |
| 8         | (prăm bei)  | /pram ɓəj/                   |
| 9         | (prăm buŏn) | /pram ɓuːə̯n/                 |
| 10        | (dâp)       | /ɗɑp/                        |
| 100       | (muŏy rôy)  | /muːə̯j rɔj/                  |
| 1,000     | (muŏy péan) | /muːə̯j piːə̯n/                |
| 10,000    | (muŏy mein) | /muːə̯j məɨn/                 |
| 100,000   | (muŏy sên)  | /muːə̯j saːe̯n/                |
| 1,000,000 | (muŏy léan) | /muːə̯j liːə̯n/                |